# Marco Morgon
Marco Antonio Morgon Filho (Santo André, São Paulo, 24 de febrero de 1988) es un futbolista brasileño. Juega como centrocampista y su equipo actual es SUR-CAR de la Asociación de Fútbol Oruro.

## Trayectoria
Empezó su carrera en categorías inferiores del Sport Clube Corinthians Paulista, donde jugó 5 años. Luego tiene una oportunidade de jugar un año en el América MG, donde tiene gran destaque como goleador del torneo de juveniles aquel año. 
En 2007, es cedido al antigo VEC, dónde debuta como profesional y surge como una gran promesa del fútbol minero. 
En el año de 2008, emigra para el Club Atlético Valdevez en Segunda B de Portugal, juega poco y va cedido al Grupo Deportivo Moreira do Lima de la 3 División de Portugal, donde es la grande figura y goleador.
El año de 2010, emigra a Espanha para jugar por el Coruxo FC, equipo de la Segunda División B de Espanha, donde juega una temporada y en seguida es transferido para el Celtiga, logrando ascenso.
En el año 2012, firma con el Deportivo San Pedro de Guatemala y hace excelente temporada como goleador de la Primera División con 14 goles. Morgon es reconocido como ídolo de la afición, llamando la atención de equipos de la Liga Nacional como Comunicaciones y Municipal, finalmente firmando la temporada 2013 con el Deportivo Mictlan.
En el equipo de Asunción Mita, hace gran torneo y es el mejor asistente de la liga com 10 asistencias.
En el año de 2014, ficha por el equipo San Marcos de Arica de Chile y se consagra campeón de la Primera División B. 
En 2015, ficha por Alianza Petrolera de Colombia, donde se mantiene hasta el fin de la temporada 2016. 
En 2017, emigra a Malta para jugar en Hibernians de la Premier League y luego pasa al Ghajnsielem en Gozo. 
Eh 2018, ficha por Sirens FC, logrando el ascenso a la Premier League de Malta. Morgon hizo 11 goles y asistió en otros 13. 
El 2020, ficha por San José de Oruro de Bolivia. Hace una grande temporada y recibe buenos elogios de los comentaristas de Fox Sports.

## Clubes
| Club                            | País          | Año               |
| ------------------------------- | ------------- | ----------------- |
| Varginha EC                     | Brasil        | 2007              |
| Mogi Das Cruzes                 | Brasil        | 2007              |
| Bandeirante EC                  | Brasil        | 2008              |
| Atlético de Valdevez            | Portugal      | 2008 - 2009       |
| Coruxo F. C.                    | España        | 2009 - 2010       |
| Céltiga F. C.                   | España        | 2010 - 2011       |
| Deportivo San Pedro             | Guatemala     | 2011 - 2012       |
| Deportivo Mictlán               | Guatemala     | 2012 - 2013       |
| Cobán Imperial                  | Guatemala     | 2013              |
| Deportivo San Pedro             | Guatemala     | 2013              |
| San Marcos de Arica             | Chile         | 2014              |
| Alianza Petrolera               | Colombia      | 2015              |
| Huehueteco                      | Guatemala     | 2016              |
| Hibernians F. C.                | Malta         | 2017 - 2018       |
| Sirens FC                       | Malta         | 2018 - 2019       |
| San José                        | Bolivia       | 2019 - 2020       |
| KS Bylis Ballsh                 | Albania       | 2021              |
| C. S. D. Sololá                 | Guatemala     | 2022              |
| Manurewa AFC                    | Nueva Zelanda | 2022              |
| Sociedade Esportiva Santa Maria | Brasil        | 2023              |
| Aquidauanense                   | Brasil        | 2023              |
| SUR-CAR                         | Bolivia       | 2023 - Actualidad |

## Palmarés

### Títulos nacionales
| Título           | Club                | País  | Año     |
| ---------------- | ------------------- | ----- | ------- |
| Segunda División | San Marcos de Arica | Chile | 2013-14 |